# Stellarium
Stellarium — вільний віртуальний планетарій доступний відповідно до GNU General Public License для платформ GNU/Linux, Mac OS X та Microsoft Windows.

## Історія
У 2000, французький програміст Фабіан Шеро (фр. Fabien Chéreau), колишній співробітник Паризької обсерваторії та один з учасників проекту зі створення космічного апарата Gaia Європейського космічного агентства, розпочав працювати над створенням програмного забезпечення для відображення карти зоряного неба, який запустив влітку 2001 року під назвою Stellarium.
Серед розробників: Роберт Сперман, Джохейнс Гадждозіка та Джохан Меєріс, який є відповідальним за графічне оформлення.
Гільєм Шеро (фр. Guillaume Chéreau), один з розробників Stellarium, створив окремий пропрієтарний мобільний застосунок Stellarium Mobile для Android та iOS (до версії 1.29 код був відкритим, і напрацювання щодо підтримки OpenGL ES були долучені до основного репозиторію Stellarium, на основі якого користувачами було створено форки мобільного застосунку для Android та Ubuntu Touch).
Stellarium також доступний онлайн як вебзастосунок.

## Можливості програми
Програма використовує технології OpenGL та SDL, щоб створювати реалістичне небо у режимі реального часу. Із Stellarium, можливо побачити те, що можна бачити неозброєним оком, біноклем або маленьким телескопом.

### Небесна сфера
- Більш ніж 600 000 зірок з каталогу Hipparcos та каталогу Tycho-2;
- Додаткові каталоги з більш ніж 210 мільйонами зір;
- Планети всієї сонячної системи та їхні головні супутники;
- Астеризми та художні зображення сузір'їв;
- Зображення туманностей (повний Каталог Мессьє);
- Реалістичний Чумацький Шлях;
- Панорамні пейзажі, туман, атмосфера та реалістичні заходи, сходи сонця та затемнення;
- Штучні супутники Землі.

### Інтерфейс
- Стандартний перспективний, ширококутний (риб'яче око) та сферичний способи проєктування;
- Можливість збільшення зображення;
- Керування часом, можливість написання своїх скриптів, додавання власних небесних об'єктів, ландшафтів, зображення сузір'їв;
- Керування телескопом;
- Багатомовний інтерфейс.

### Візуалізація
- Екваторіальна та азимутальна сітки;
- Можливість вибору ландшафту або його відключення;
- Зоряне мерехтіння;
- Метеори;
- Моделювання затемнення.

### Налаштування
- Можна додавати об'єкти далекого космосу, пейзажі, зображення сузір'їв, скрипти тощо

Починаючи з версії 0.8.0 Stellarium доступний понад 40 мовами (зокрема, українською).

## Використання
Stellarium є у переліку рекомендованого програмного забезпечення на сайті Європейської південної обсерваторії, а також використовується співробітниками обсерваторії для ілюстративних і освітніх цілей.
Змінений код програми використовується для цифрових проєкторів, встановлених в планетаріях.

## Історія версій
| Version         | Release date  | Significant changes |
| --------------- | ------------- | --- |
| 0.6.0           | Травень 2004  | Вийшла перша стабільна версія на SourceForge.net. |
| 0.6.1           | Жовтень 2004  | Використана графіка Джохана Меєріса для сузір'їв. |
| 0.7.0           | Вересень 2005 | Додані скрипти та навігація мишею. |
| 0.7.1           | Лютий 2006    | Виправлення вад версії 0.7.0. |
| 0.8.0           | Травень 2006  | Введено наступні функції: кордони сузір'їв, багатомовний інтерфейс (з використанням gettext та Launchpad), опція «викривлення сферичного дзеркала» та можливість вибрати рідну планету. |
| 0.8.1           | Червень 2006  | Виправлення вад версії 0.8.0. Введено можливість контролювати телескоп, за допомогою зовнішніх програм. |
| 0.8.2           | Жовтень 2006  | Виправлення вад версії 0.8.1. |
| 0.9.0           | Квітень 2007  | Каталоги зоряних об'єктів були розширені даними каталогів Hipparcos Catalogue, Tycho-2 Catalogue Морської обсерваторії об'єднаних астрометричних даних (NOMAD). Початок переходу від SDL до Qt. |
| 0.9.1           | Лютий 2008    | Виправлення вад версії 0.9.0. |
| 0.10.0          | Вересень 2008 | Бета-версія, яка представила новий графічний інтерфейс користувача, але не було підтримки сценаріїв, двигун в наш час[коли?] переписаний для наступного випуску. SDL більше не підтримується. |
| 0.10.1          | Лютий 2009    | Введено нову скриптову мову на основі ECMAScript та можливість за допомогою графічного інтерфейсу завантажувати оновлення зоряного каталогу. |
| 0.10.2          | Березень 2009 | Працює на Qt версії 4.5. |
| 0.10.3          | Січень 2010   | Працює на Qt версії 4.6.x. |
| 0.10.4          | Лютий 2010    | Виправлення вад версії 0.10.3. |
| 0.10.5          | Червень 2010  | Виправлення вад версії 0.10.4. |
| 0.10.6          | Грудень 2010  | Виправлення вад версії 0.10.5, новий редактор сонячної системи, перероблений інсталятор. |
| 0.11.0          | Липень 2011   | Враховано заломлення атмосфери для візуалізації неба. Перероблений пошук. Плагін Окуляр був переписаний і розширений. Був доданий новий плагін для історії супернових. |
| 0.13.0.80 trunk | 2012-12-04    | для зв'язку з нічними пристроями |
| 0.12.0          | 2013-01-31    | Новий рушій рендеринга (тепер ви можете побачити тіні на поверхнях планет). - Новий прив'язка двигун (зараз всі поєднання клавіш можуть бути правлені). - Покращення для сценаріїв. - Покращення для DSO - Покращення для інструменту пошуку - Покращення точність для археоастроном. подій |
| 0.13.0          | 2014-07-19    | — тіні і введення нормального відображення. — Спорадичні метеори і метеорити кольорові. — Кометного хвоста рендеринга. — Нові типи ландшафтів. — Нові перекладні рядка і нові текстури. — Нові плагіни: Рівняння часу — надає рішення для рівняння часу. Поле зору — надає ярлики для швидкого зміни поля зору. знаки 58 навігаційні зірки на небі. Покажчик Координат — показує координати покажчика миші. метеорні потоки — забезпечує візуалізацію метеорних потоків |
| 1.0.0           |               | [ 19 ] |

| Не підтримується | Підтримується | Планується |

## Галерея

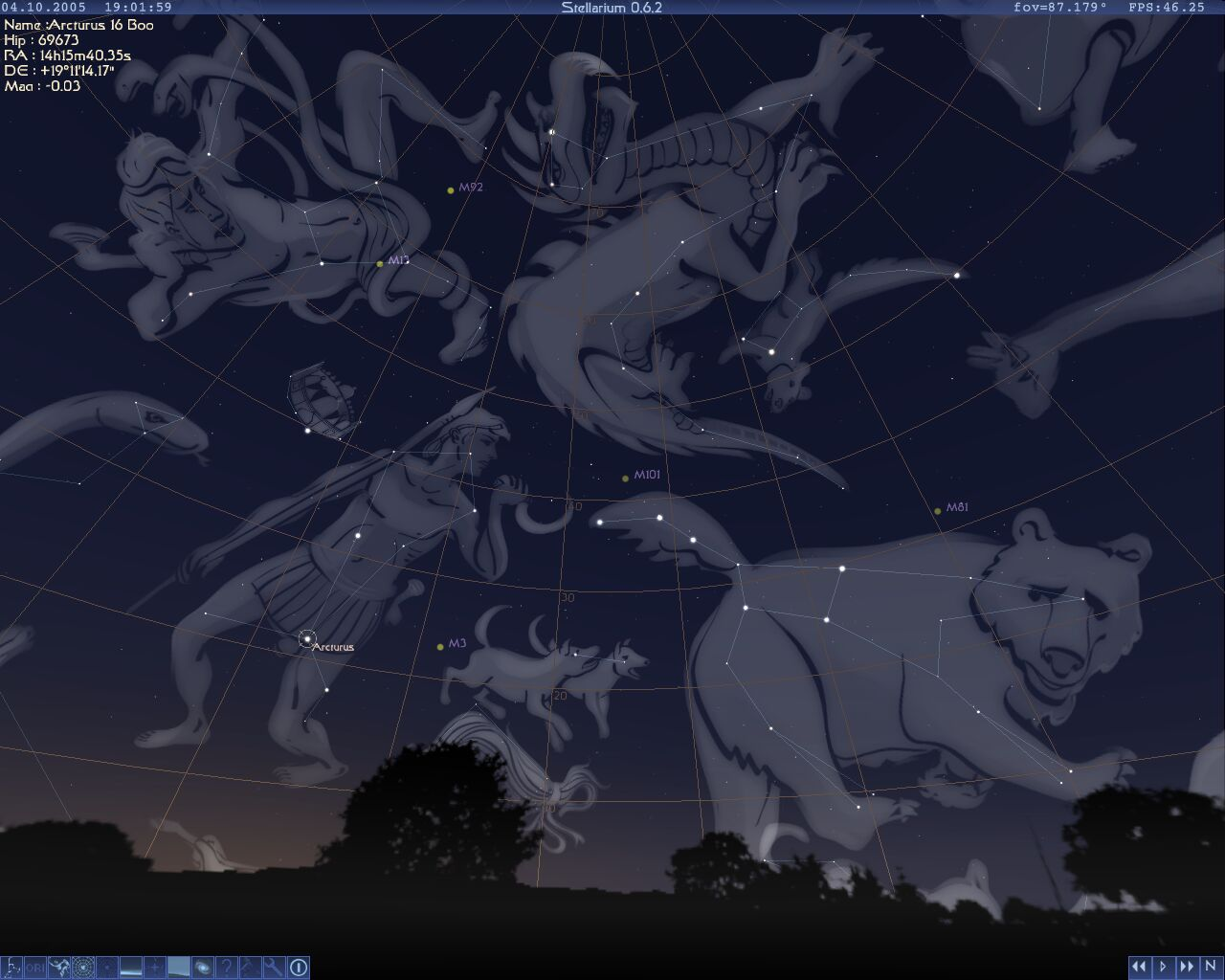
Малюнки сузір'їв у версії 0.6.2
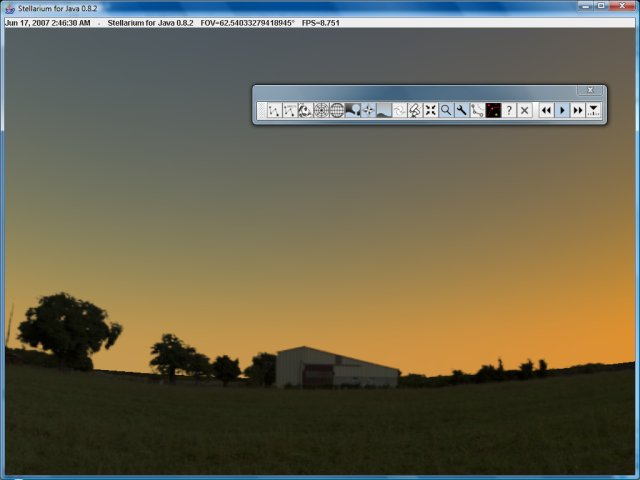
Stellarium на Java (Java форк), версія 0.8.2
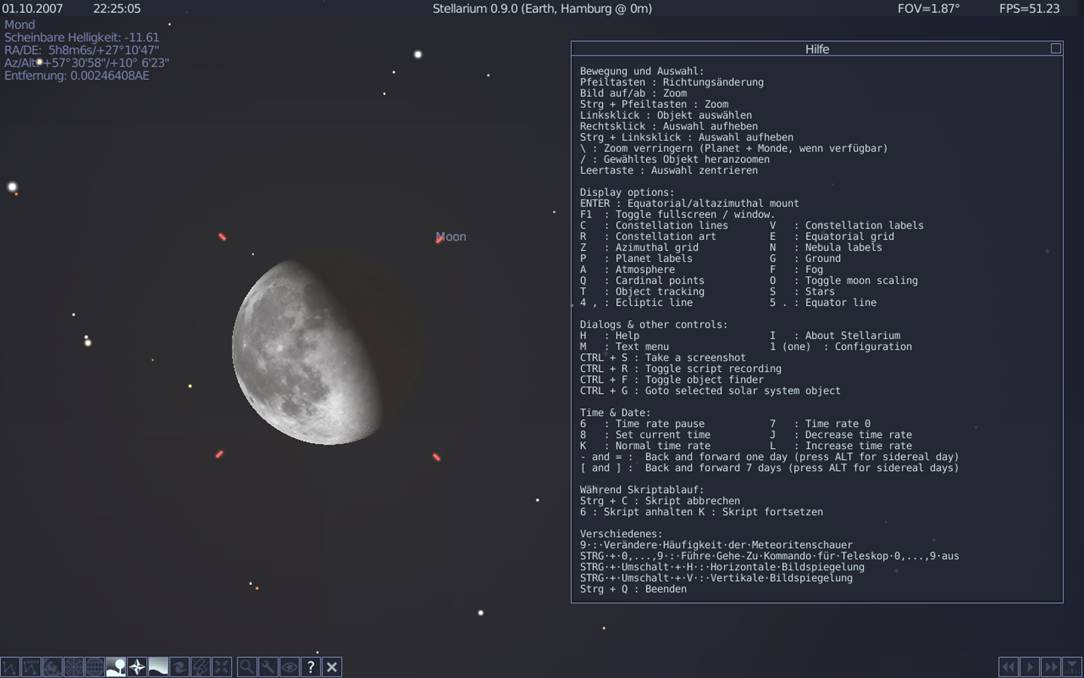
Версія 0.8.0, інтерфейс німецькою мовою
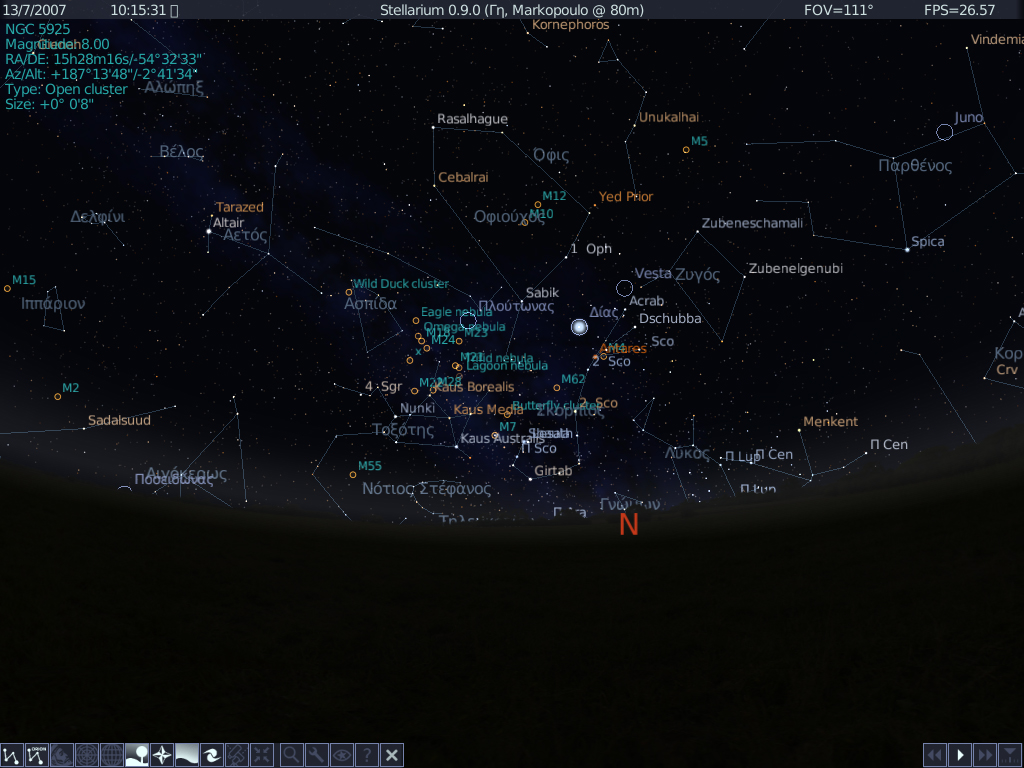
Version 0.9.0, інтерфейс грецькою мовою

## Альтернативи
Серед альтерернатив існують як програми для комп'ютерів, так і мобільні застосунки:
- Cartes du Ciel (англ. Sky Chart, досл. «Зоряні Мапи»)
- KStars від проекту KDE
- Sky Map[en] (початково Google Sky Map)
- AcruSky Mobile[22] (J2ME) / AcruSky Android[23] / AcruSky Planetarium (Windows)[24] / Astrarium[25] (Windows)
- Mobile StarChart[26][27] (J2ME) / Droidstartchart[28] (Android)
- Sideralis[29] (J2ME)
- jSolun'[30]/Solun'-u[31] (J2ME, Symbinan UIQ)

### Астрономічні симулятори
На відміну від віртуального планетарію, які у більшості випадків є двомірним відображенням яке можна спостерігати з поверхні Землі (у деяких планетаріях, у тому числі й у Stellarium, також з поверхні деяких інших планет та супуників), віртуальні астрономічні симулятори є тримірними і дозволяють оглядати усі космічні об'єкти з різних ракурсів.
- Celestia
- Space Engine

### Трекери супутників
Трекери супутників використовуються для відстеження позиції супутників на зоряному небі, і допомагають як спостерігати за космічними апаратами, навколоземними штучними супутниками та Міжнародною космічною станцією, так і відрізняти від космічних об'єктів проліт чи відблиск сонячного світла від поверхні супутника.
Stellarium має вбудовану підтримку відображення траекторій космічних апаратів, проте існують і інші спеціалізовані вільні програми:
- Gpredict[33][34]
- Look4Sat[35][36] (Android)

Як джерело данних використовуються оновлювані каталоги данних телеметрії супутників та навколоземних об'єктів Celestrak and SatNOGS, а також є можливість задання траекторії окремого космічного апарата чи об'єкта шляхом ручного введення телеметричних данних.